# 1458 Mineura
1458 Mineura è un asteroide della fascia principale. Scoperto nel 1937, presenta un'orbita caratterizzata da un semiasse maggiore pari a 2,6266245 au e da un'eccentricità di 0,1797137, inclinata di 12,54005° rispetto all'eclittica.
L'asteroide è dedicato al matematico belga Adolphe Mineur.